# Acaena longiscapa
Acaena longiscapa es una especie de planta del género Acaena, perteneciente a la familia Rosaceae.

## Taxonomía
Acaena longiscapa fue descrita por Bitter en 1910.

## Distribución
Se encuentra en el territorio de Bolivia.